# Roda de bicicleta

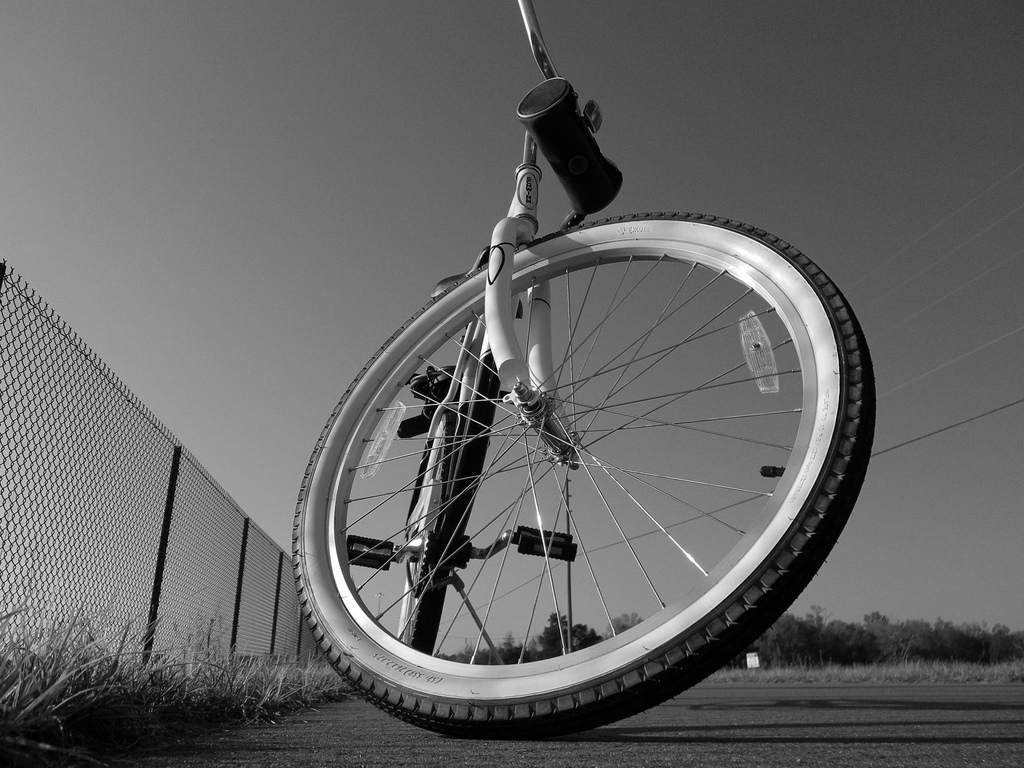
Roda de bicicleta de passeio

Uma roda de bicicleta é uma roda desenhada para bicicletas. Esta é composta de um pneu de borracha, em cujo interior vai uma câmara de ar (também de borracha) montado sobre um aro, um cubo central e os raios que ligam ambos.
As bicicletas normais usam 36 raios. Para conseguir rodas mais ligeiras usam-se aros e cubos de 32 raios, e para um tandem ou uma bicicleta de partilha usam-se rodas de 40 e até 48 raios. Os raios podem-se fixar radial ou tangencialmente.
Quanto mais ligeiras são as rodas, mais rápido é o manejo de uma bicicleta e maior sua rapidez de aceleração. Portanto, as bicicletas de estrada e as de pista têm rodas ligeiras e finas e pneus estreitos, enquanto as bicicletas de montanha, que se utilizam para saltar rochas e depressões do terreno, usam rodas mais largas e pesadas e pneus mais robustos. Existem muitos matizes intermediários neste espectro e, segundo o tipo de rodas que utilize, uma bicicleta pode ter características diferentes.

## Partes da roda

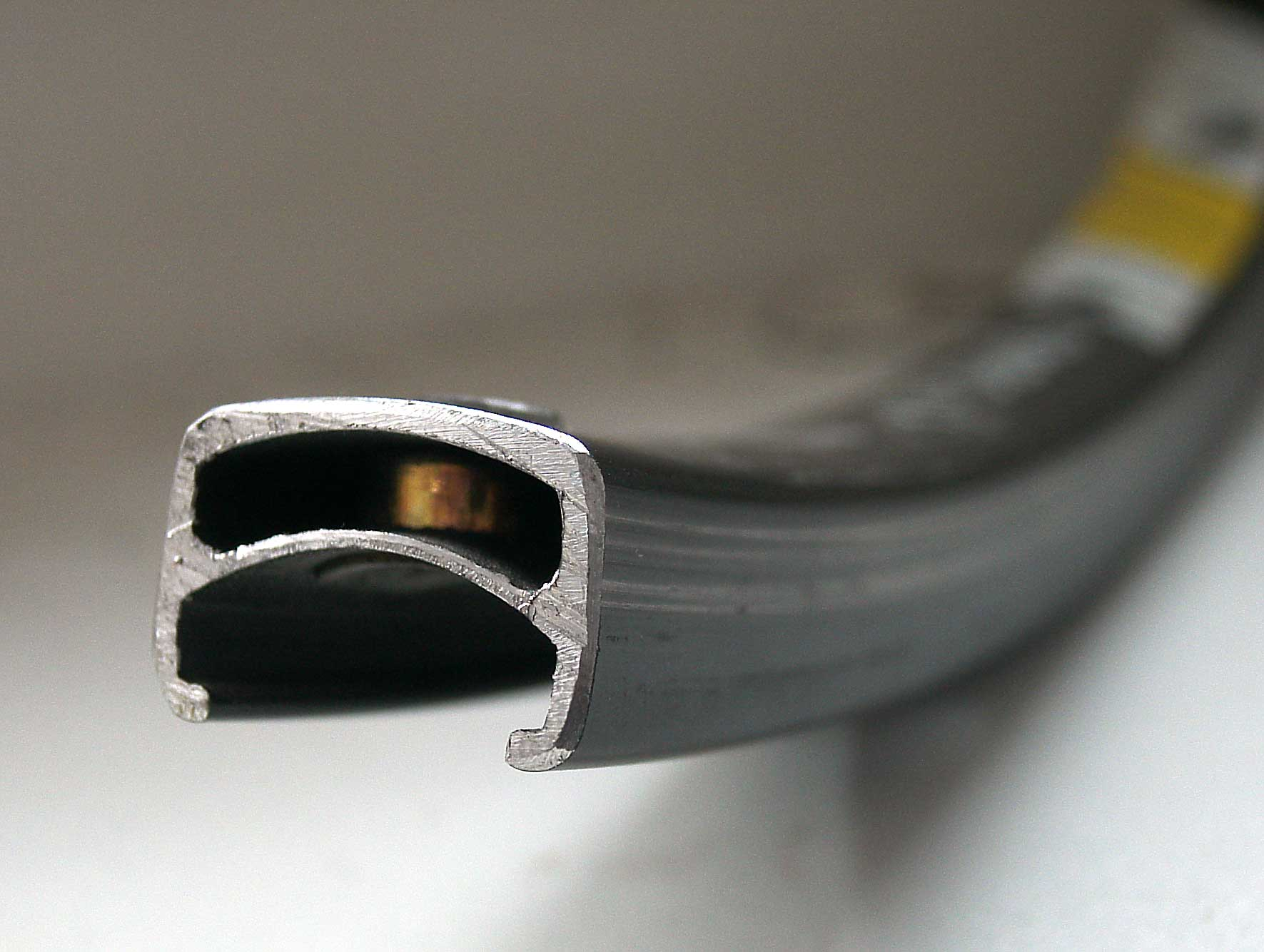
Aro

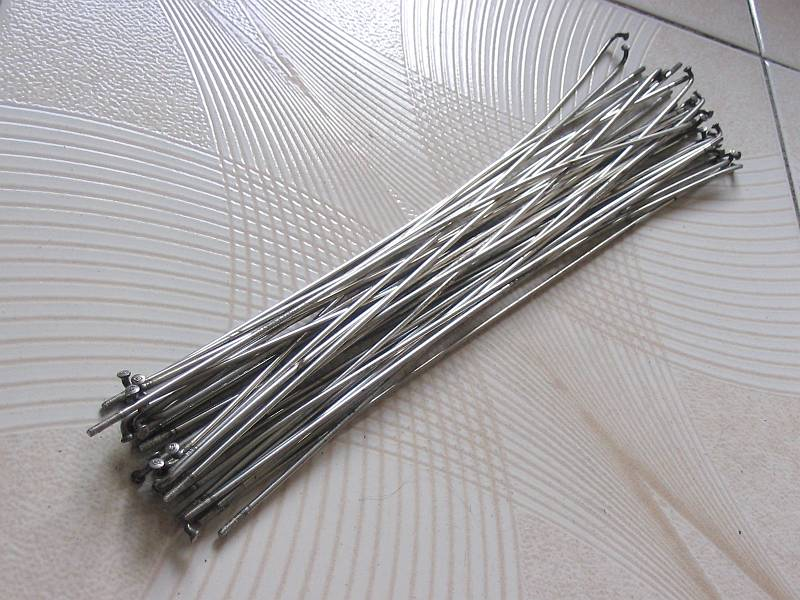
Raios

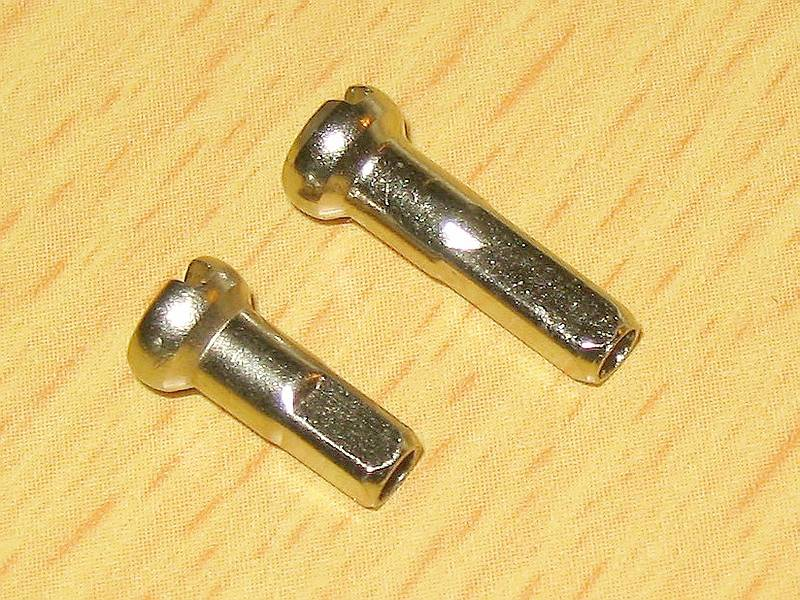
cabeças

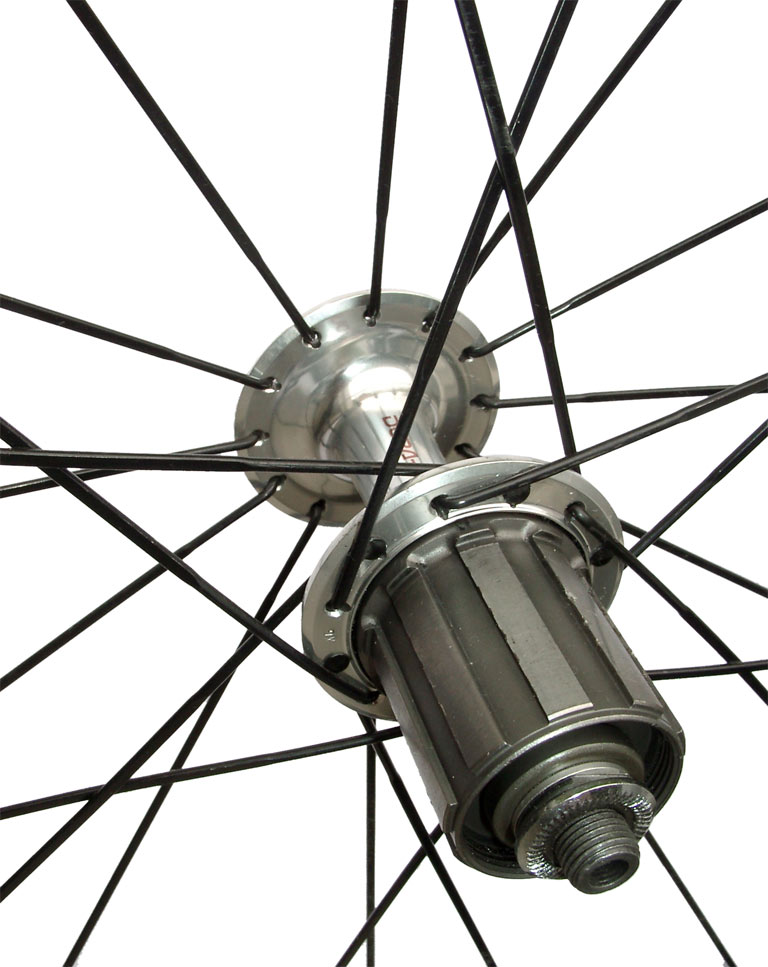
Um cubo Shimano Dura-Ace

Uma típica roda moderna tem um aro de liga ou fibra de carbono, um cubo, raios baixo tensão, e um pneu de borracha.

### Aro
Os aros metálicos de bicicletas são normalmente de liga de alumínio, ainda que até a década de 1980 a maioria de aros de bicicleta - com a excepção das utilizadas nas bicicletas de corridas - estavam feitos de aço e termoplástico, e foi historicamente feitas de madeira.
Sobre o aro assenta-se um pneu.
Tipos de aros:
Há três tipos principais de aros.
- Aro tipo Westwood que incorporam as clássicas bicicletas com freios de vareta, hoje em dia se utilizam em bicicletas contemporâneas tradicionais com freios a tambor e contra-pedal.
- Aro tipo Sprint para pneus tubulares, geralmente usados em bicicletas de pista.
- Aro tipo Endrick, como instaladas nas bicicletas desportivas dos anos 1930-40-50, precursor dos modernos aros com borda para freios de hoje em dia.

|  |  |  |

### Cubo
Um cubo é a parte central de uma roda de bicicleta. Compõe-se de um eixo, os rolamentos e o cubo do cubo. O cubo do cubo tipicamente tem 2 falanges metálicas às que se pode fixar os raios. Os cubos podem ser de uma única peça com cartucho de pressão ou buchas livres ou, no caso de desenhos mais antigos, as falanges podem ser colocadas em separado no centro do cubo.
 Freios de cubo: 
Alguns cubos têm acoplamentos para freios a disco ou faz parte integrante dos freios a tambor.
- Freios a disco - um freio ou travão a disco consta de um prato circular "rotor" ou disco unido ao eixo que se aperta entre as pastilhas de travão montada em calibradores que se fixa a um lado da forquilha da roda. O disco de freio pode-se unir numa variedade de formas mediante parafusos ou um anel de fechamento centralizado.
- Freios a tambor - um freio de tambor tem duas sapatas de freios que se expandem para o interior da cubo do cubo. A montagem do freio de tambor traseiros utilizam-se com frequência em bicicletas tandem para complementar o freio do aro traseiro e dar potência de frenagem adicional.
- Freios a contra-pedal - os freios a contra-pedal são um tipo particular de freios a tambor, que é accionado com pressão aplicada aos pedais para atrás. O mecanismo encontra-se dentro da carcaça do cubo da roda.

Para obter informação sobre outros tipos de freios de bicicleta ver o artigo completo sobre os sistemas de freios da bicicleta.

### Raios
Um raio é cada uma das barras que une rigidamente a zona central com a perimetral. O centro liga com um eixo.
A disposição do enlaçado dos raios pode ser radial, cruzada ou mista:

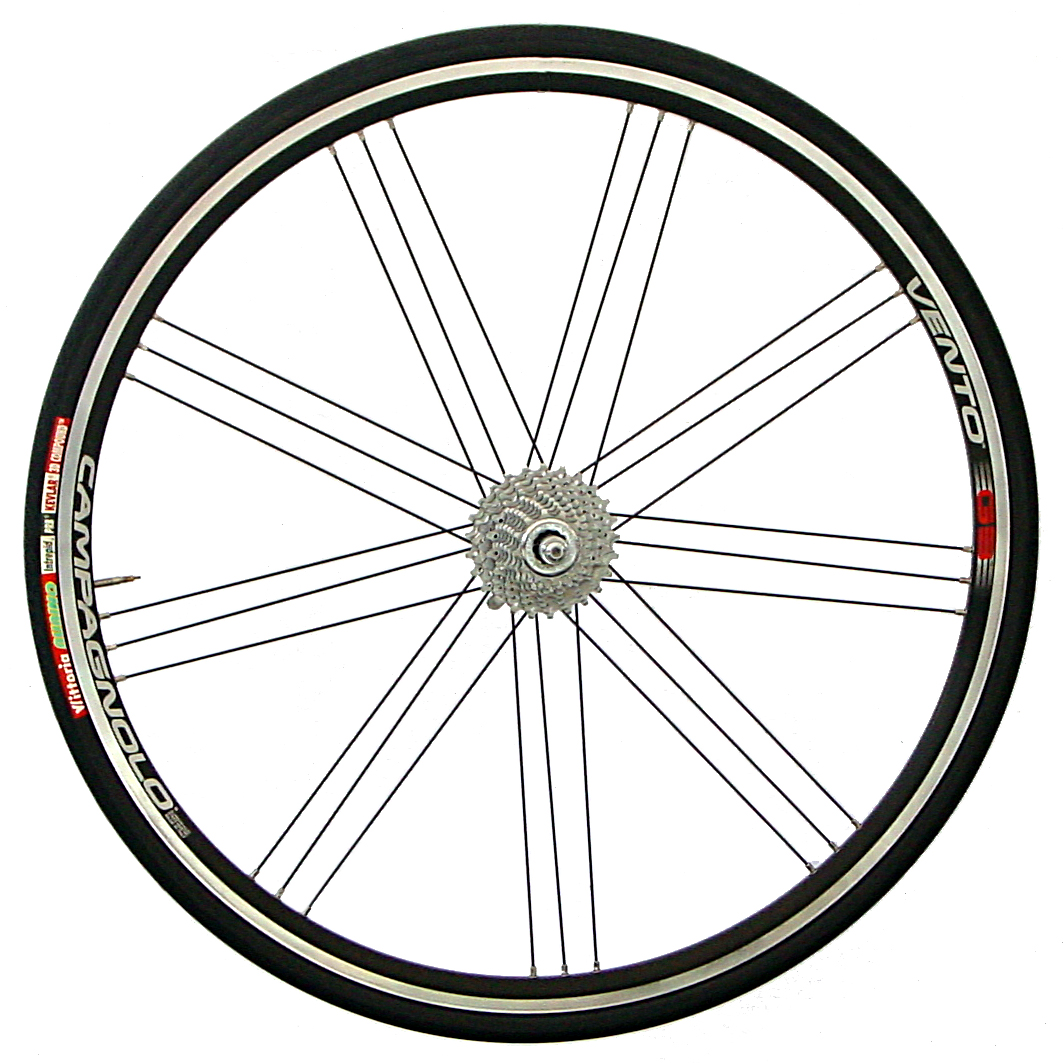
Roda traseira de competição com entrelaçado trigémeo de raios Campagnolo "G3". Há 18 raios tangenciais no lado direito, mas só o 9 radiais na esquerda..

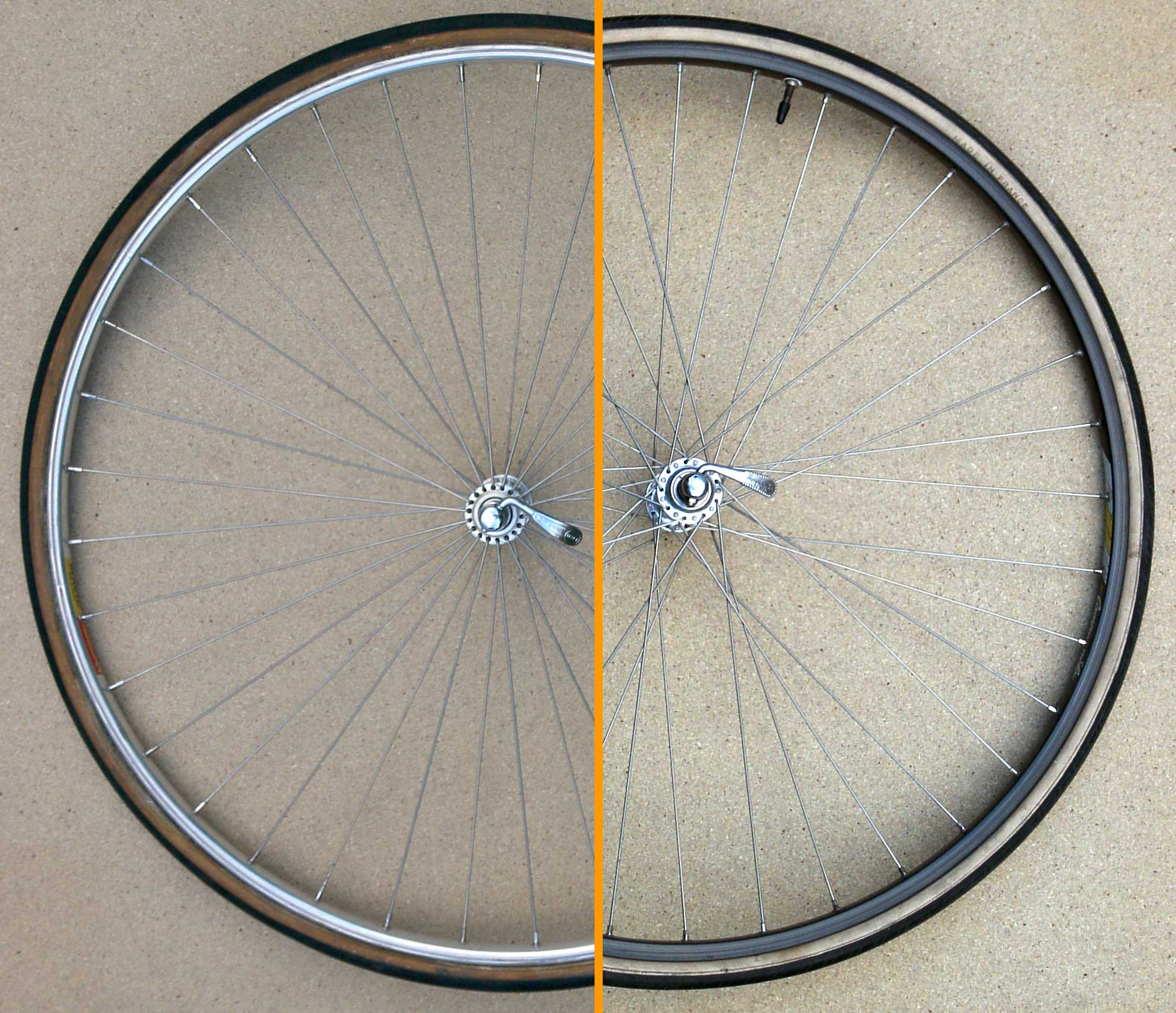
Dois tipos de enlaçado de raios.

- Radial: As raios radiais (rectos) atravessam a distância mais curta possível entre o cubo e o aro, reduzindo assim o peso, mas não transmitem bem o esforço de torque que se produz ao frenar e acelerar. As rodas com raios radiais costumam utilizar-se em bicicletas ultra-ligeiras para provas contrarrelógio.
- Cruzado: Os raios cruzados apresentam tangentes ao cubo, criando assim uma alavanca que permite ao raio transmitir o torque com menor esforço que uma raio radial.

### Pneumático
Um pneu, também denominado «coberta» em algumas regiões, é uma peça toroidal de borracha que se coloca nas rodas de diversos veículos e máquinas. Sua função principal é permitir um contacto adequado por aderência e atrito com o pavimento, possibilitando o arranque, o frenado e o manejo. Hoje em dia são a cada vez mais comum pneus com a carcaça da coberta de Kevlar, o que substitui o aro de aço usado anteriormente no ponto de contacto entre o aro e o pneu e assim diminui o peso, ademais deixar-las mais flexíveis, permitindo que sejam guardadas dobradas.

### Câmara de ar
Os pneus vêm «com câmara» e «sem câmara» (tubeless). Os «sem câmara» apresentam uma borracha especial na parte interna, denominada forro (liner), que garante a retenção do ar. Devem montar-se em aros apropriados, utilizando válvulas especiais.

## Aspectos técnicos

### Tamanhos
Os tamanhos das rodas de bicicleta estão padronizados pela Organização Internacional de Normalização (ISO) e técnicos da Organização Técnica Europeia de Pneus e Aros (ETRTO), definem um sistema moderno e inequívoca de designações e procedimentos de tamanho de medida para diferentes tipos de pneus e aros na norma internacional ISO 5775.
Nas bicicletas de adulto, os dois tamanhos mais correntes são as rodas de 26 polegadas (559mm), típicas das bicicletas de montanha, e as de 700C (622mm), de maior diâmetro, que se usam nas bicicleta de corridas e em muitas bicicletas urbanas. Caso aparte constituem-no as bicicletas pegáveis, que costumam usar rodas de 16 ou 20 polegadas, para conseguir que fiquem mais compactas, ou as reclinadas, nas que, ao menos a roda dianteira é pequena (20 ou 24 polegadas).
Em bicicletas infantis, as mais pequenas, para meninos a partir de 3 anos e sempre com «rodinhas» de apoio, costumam levar rodas de 14 polegadas, segundo vão crescendo os meninos podem ir passando pelas de 16, 20 e 24 polegadas. Previamente pode-se utilizar a bicicleta de treinamento sem pedales, que também serve para adquirir equilíbrio e segurança à hora de andar.
Na América Latina o tamanho «grande» regular para bicicletas de passeio ou de campo não é de 700C (622mm) (que só se usa para bicicletas de corrida) mas o 700B (635mm) de 28 polegadas, aparentemente parecido mas não exactamente igual (é algo maior).

### Sistemas tradicionais de tamanho
Os tradicionais sistemas de tamanho baseiam-se numa medida do diâmetro exterior de um pneu. Isto geralmente se mede em polegadas (26", 28", etc) ou em milímetros (650, 700, etc.)
Desafortunadamente, a evolução dos pneus e os aros tem feito estas medidas perder contacto com a realidade. Assim é como funciona: Vamos começar com o tamanho de 26 x 2,125 (ISO 54-559) que se fizeram popular em bicicletas pesadas com pneumáticos «bola» no final dos anos 30's e segue sendo comum nas bicicletas playeras. Este pneu de tamanho está bem perto de 26 polegadas de diâmetro real. Alguns ciclistas, no entanto não estavam satisfeitos com estes pneus, e queriam algo um pouco mais ligeiro e mais rápido. A indústria respondeu fazendo pneus «médios», marcados 26 x 1,75 para ajustar-se ao mesmo aro. Apesar de que ainda se chamam «26 polegadas», estes pneus são em realidade 25.5" não 26".
Não obstante, um pneu 26 x 2 (ISO 50-559) mede ~ 26 polegadas de diâmetro, ou seja; 559mm (22 polegadas) diâmetro do aro + (102mm) (4 polegadas) do pneu ao longo da circunferência = 26 polegadas.
Este mesmo tamanho de aro foi adotado pelos primeiros pioneiros com seus «klunkers» da costa oeste de Califórnia e converteu-se no regular para bicicletas de montanha.
Devido ao apetito do mercado, pode-se conseguir pneus tão estreitos como de 25mm para adaptar a estes aros, pelo que terminam com uma roda de 26 polegadas que em realidade é de 24 polegadas de diâmetro.
Neste caso cabe destacar também que pneus médios e finos de um mesmo diâmetro total estão disponíveis em tamanhos europeus, para o médio corresponderia o 26 x 1½" (ISO 40-584), que se encontra em resurgimento de popularidade e para o estreito 26 x 1⅜", (ISO 35-590), ainda que em ambos casos a disponibilidade de aros e pneus é limitada mas estável.
A vantagem de manter um mesmo diâmetro é impedir alterar a geometria e o comportamento da bicicleta, bem como a redução da altura do eixo pedaleiro com respeito ao solo que faz mais perigoso pedalar nas curvas com a descida do eixo pedaleiro entre outros parâmetros.
As seguintes tabelas são uma lista parcial dos tamanhos de rodas tradicionais, com seu código francês e seus equivalentes de assento de talón ISO (ponto de ancoragem do pneu no aro).

### 28 polegadas
Tradicionalmente há de fato 4 diferentes tamanhos de rodas de 28 polegadas, que coincidem com 4 diferentes famílias de tamanhos de pneus 700, que são 700, 700A, 700B e 700C. Os aros maiores destes (ISO 647mm/642mm), com os pneus mais estreitos, já não estão disponíveis.
| Tamanho (em frações)                         | Código francês | ISO 5775 | Aplicação |
| -------------------------------------------- | -------------- | -------- | --- |
| 28 x 1¼                                      | 700            | 647mm    | Antigas bicicletas inglesas e holandesas / antigas bicicletas de pista |
| 28 x 1⅜                                      | 700A           | 642mm    | A maioria das antigas bicicletas de esportes inglesas, quase extintas, agora disponíveis nas regiões Ásia-Pacífico e Oriente Médio |
| 28 x 1½                                      | 700B           | 635mm    | Bicicletas tipo roadster de origem inglesa, holandesa, chinesa, indiana e ucraniana / bicicletas tipo Classic Path Racer de origem inglesa / ainda com popularidade em todo o mundo |
| 28 x ¾ 28 x 1⅛ 28 x 1¼28 x 1⅝28 x 1¾ 29 x 2⅜ | 700C           | 622mm    | ISO 18-622 até ISO 28-622: para bicicletas de corrida, com rodas estreitas (diâmetro total da roda inferior a 28 polegadas). ISO 32-622 até ISO 42-622, tamanhos para bicicletas urbanas tradicionais. ISO 47-622 (28 x 1¾) até ISO 60-622 (29 × 2.35): pneus mais largos para MTBs. A partir de 28 x 2.00 (ISO 50-622), como termo de marketing, são conhecidos como 29 polegadas (devido ao maior diâmetro da roda) e medidos com decimais da polegada (em vez de frações). |

### 26 polegadas
A roda comumente conhecida como de 26 polegadas (ISO-559 mm) com denominação de largura decimal de pneu, (exem. 26 x 2.00, 26 x 2.125 ...) tem o tamanho utilizado nas bicicletas de montanha e de praia.

#### Outros tamanhos 26"
A típica roda de 26 polegadas (~650 mm) de diâmetro exterior aproximado tem um aro de 559 mm (22.0").
Não se trata, não obstante, das únicas opções. Há quatro «650» que medem 26 polegadas, desde os pneus estreitos aos mais largos, todos medem o mesmo diâmetro.
| Tamanho | Código francês | ISO   | Aplicativo |
| ------- | -------------- | ----- | --- |
| 26 x 1¼ | 650            | 597mm | Bicicletas inglesas desportivas e de clube / Schwinns 26 x 1 ⅜ (S-6) / Disponível actualmente em algumas regiões de Ásia Pacífico e Estados Unidos |
| 26 x 1⅜ | 650A           | 590mm | A maioria de bicicletas inglesas de 3 velocidades / Bicicletas económicas / Mantendo-se em popularidade |
| 26 x 1½ | 650B           | 584mm | Bicicletas clássicas francesas (domésticas, randonneurs e tándems) / Crescendo em popularidade 26 x 2.00, ISO 50-584 em adiante, como um controvertido termo de marketing para pneus largos para bicicletas de montanha, são conhecidas como 27.5 polegadas por seu diâmetro maior da roda |
| 26 x 1¾ | 650C           | 571mm | Bicicletas de partilha inglesas / Schwinns 26 x 1 ¾ (S-7) / Disponível actualmente em algumas regionesActualmente ISO 28-571, o tamanho é o mesmo, são mais estreitas e o diâmetro da roda é menor, constroem-se para o Triatlo, contrarrelógio e bicicletas de estrada de adulto pequenas |

## Rodas de bicicleta de montanha
Rodas de bicicleta de montanha descrevem-se pelo diâmetro aproximado exterior da roda.

### 26 polegadas / aro de 559 mm

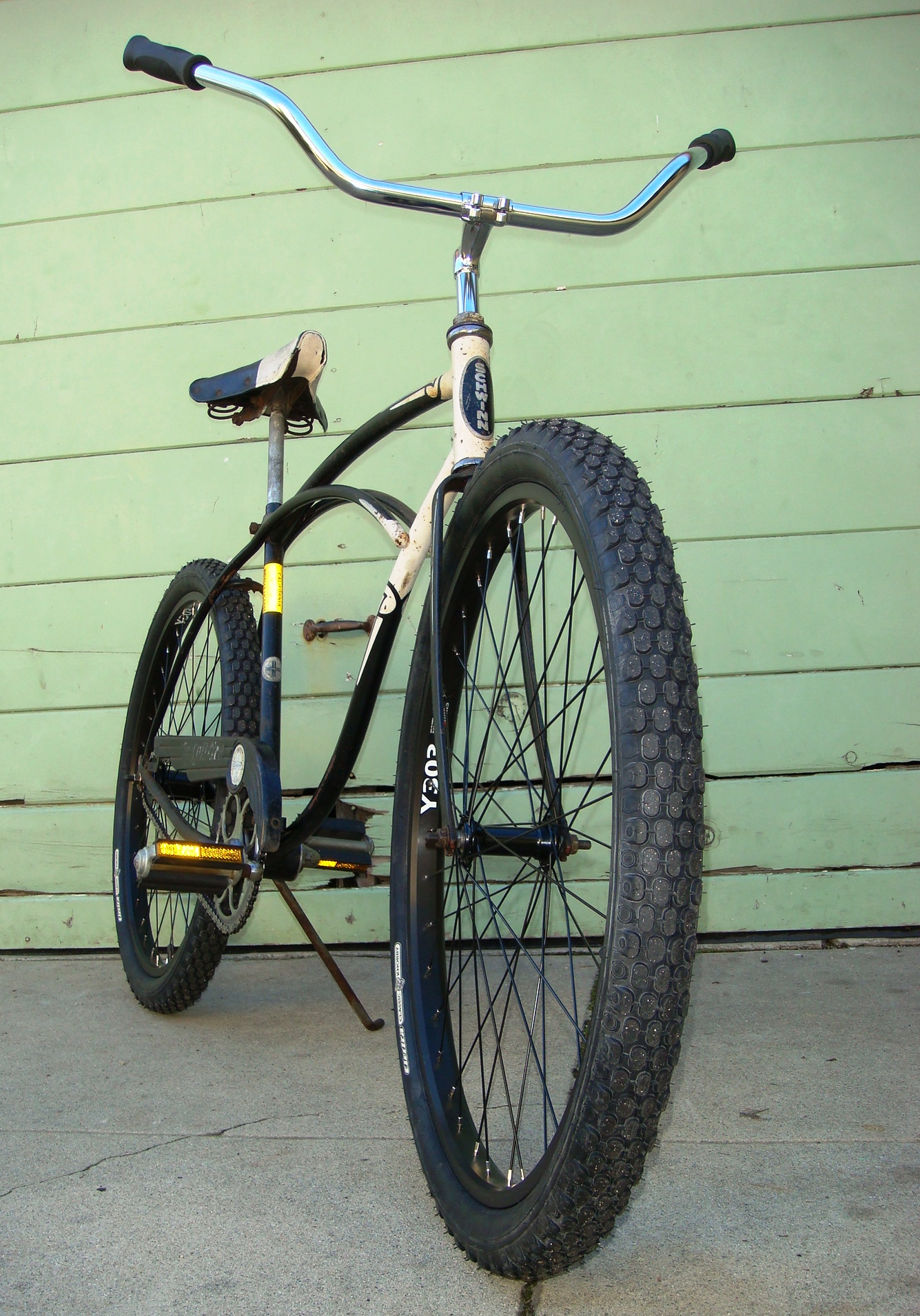
Roda com pneumático tipo nodoso (knobby) 26 × 2.125" numa das primeiras «bicicletas de montanha»

As rodas da bicicleta de montanha de 26 polegadas são o tamanho mais comum para bicicletas de montanha.
Esta tradição iniciou-se inicialmente como os pioneiros da bicicleta de montanha a princípios adquirem as rodas das suas primeiras bicicletas de bicicletas fabricadas nos Estados Unidos em lugar dos regulares europeus em uso.
Seus antecedentes foram as rodas com pneus de duas polegadas tipo «bola» tamanho 26 × 2.125" no final da década de '30, e que seguem sendo comum nas bicicletas comuns, este mesmo tamanho do aro (559 mm) foi adotada pelos primeiros pioneiros da costa oeste, «klunkers», e se converteu no regular para bicicletas de montanha.
O típico aro de 26 polegadas tem um diâmetro de ISO-559 mm (22,0") e um diâmetro de pneu exterior de aproximadamente 26" (665 mm).

### 27 ½ polegadas / aro de 584 mm
Um novo tamanho de rodas para a bicicleta de montanha são as de 27,5 polegadas (como um termo de marketing também se referem como 650B,), que utilizam um aro que tem um diâmetro de ISO-584 mm (23,0") e com pneus nodosos  (de tacos) de maior volume (~ 27,5 x 2,3 / ISO 58-584), são aproximadamente o ponto médio entre o os regulares de 29 polegadas (ISO-622 mm) e as tradicionais de 26 polegadas (ISO-559 mm).

### 29 polegadas / aro de 622 mm
As rodas de 29 polegadas, que se ajustam ao regular de roda das populares 700C (diâmetro ISO-622 mm), são a cada vez mais populares, não só para as bicicletas de ciclocross, também às bicicletas de montanha e de travessia de campo. Seu diâmetro do aro de 622 mm é idêntica à maioria das rodas de estrada, híbridas, e as de cicloturismo, ainda que no geral são reforçadas para maior durabilidade em condução fora da estrada (off-road). A pneumática média de bicicleta de montanha de 29 polegadas tem um diâmetro exterior de aproximadamente 28,5" (724 mm).